# 何鑾
何鑾（？—？），中國清朝官員。
光緒二年（1876年），何鑾因為抓拿盜匪立功升任台灣府嘉義縣知縣，掌管今嘉義縣、嘉義市、雲林縣一帶政事。同年九月，因稅收陋規遭福建巡撫丁日昌革職查辦。